# Taeko Nakanishi
Taeko Nakanishi (jap. 中西 妙子 Nakanishi Taeko; ur. 11 lutego 1931) – japońska aktorka głosowa.

## Wybrana filmografia

### Seriale anime
- 1976: Candy Candy jako Annie Girard, Narrator
- 1983: Tao-Tao, mały miś panda jako mama Tao-Tao
- 1985: Mała księżniczka jako Maria Minchin
- 1986: Pollyanna jako Narrator
- 1993: Sailor Moon R jako Makaiju (Drzewo Zła i Ciemności)
- 2005: Emma jako Kelly Stowner